# Terry Simpson
Terry Simpson (ur. 30 sierpnia 1943 w Brantford) – kanadyjski hokeista grający na pozycji napastnika (centra), trener.

## Kariera
Terry Simpson jako zawodnik grał w sezonie 1964/1965 w występującym w lidze EHL Jacksonville Rockets, w którym rozegrał 35 meczów, w których zdobył 5 punktów (2 gole, 3 asysty) oraz spędził 14 minut na ławce kar.

## Kariera trenerska
Terry Simpson po zakończeniu kariery sportowej, rozpoczął karierę trenerską. W 1972 roku zastąpił Alfa Poulina na stanowisku trenera występującego w lidze SJHL Prince Albert Raiders, którego trenował do końca sezonu 1985/1986 oraz odniósł największe sukcesy w karierze trenerskiej: 8-krotne mistrzostwo SJHL (1974, 1976–1982), Ed Chynoweth Cup (1985), Memorial Cup 1985, Mistrzostwo sezonu zasadniczego WHL (1985), Mistrzostwo Konferencji Zachodniej WHL (1985), czterokrotny zdobywca Manitoba Centennial Cup (1977, 1979, 1981–1982), 5-krotny zdobywca Abbott Cup (1977–1979, 1981–1982), 7-krotny zdobywca Anavet Cup (1976–1982). Ze względu na osiągnięcia z klubem, władze miasta Prince Albert, nazwało na cześć Simpsona drogę prowadzącą do hali Art Hauser Centre w Prince Albert (domowy obiekt Prince Albert Raiders) pn. "Terry Simpson Lane".
Następnie Simpson został następcą Ala Arboura na stanowisku trenera występującego w lidze NHL New York Islanders, jednak po nieudanym początku sezonu 1988/1989, menedżer generalny New York Islanders, Bill Torrey zwolnił Terry’ego Simpsona, a jego następcą został Al Arbour. W sezonie 1989/1990 ponownie trenował Prince Albert Raiders. Następnie w latach 1990–1993 był asystentem najpierw trenera Boba Murdocha, potem trenera Johna Paddocka w Winnipeg Jets. W sezonie 1993/1994 trenował Philadelphię Flyers, z którą nie zdodał awansować do fazy play-off. Następnie zastąpił Johna Paddocka na stanowisku trenera Winnipeg Jets, na którym był do rozwiązania klubu po sezonie 1995/1996, który został przeniesiony do Phoenix w stanie Arizona i występował pod nazwą Phoenix Coyotes (obecnie Arizona Coyotes). Następnie w latach 1996–1998 był asystentem trenera Mike'a Murphy'ego w Toronto Maple Leafs. W sezonie 1998/1999 trenował występującego w lidze WHL Red Deer Rebels.

## Statystyki

### Klubowe
| 1964/1965     | Jacksonville Rockets | EHL           | 35 | 2 | 3 | 5 | 14 | — | — | — | — | — |
| Łącznie w EHL | Łącznie w EHL        | Łącznie w EHL | 35 | 2 | 3 | 5 | 14 | — | — | — | — | — |

## Sukcesy

### Trenerskie
Prince Albert Raiders
- Mistrzostwo SJHL: 1974, 1976, 1977, 1978, 1979, 1980, 1981, 1982
- Ed Chynoweth Cup: 1985
- Memorial Cup: 1985
- Mistrzostwo sezonu zasadniczego WHL: 1985
- Mistrzostwo Konferencji Zachodniej WHL: 1985
- Manitoba Centennial Cup: 1977, 1979, 1981, 1982
- Abbott Cup: 1977, 1978, 1979, 1981, 1982
- Anavet Cup: 1976, 1977, 1978, 1979, 1980, 1981, 1982

## Życie prywatne
Terry Simpson ma brata Wayne'a, działacza hokejowego.